# Tomo Miličević
Tomislav Miličević (Sarajevo, 3 de septiembre de 1979), conocido como Tomo Miličević, es un músico bosnio-estadounidense conocido principalmente por haber sido guitarrista, y ocasional tecladista, del grupo de rock alternativo 30 Seconds to Mars desde 2002 hasta 2018.

## Biografía
Tomislav Miličević nació en una familia de origen bosnio, pero ha pasado la mayor parte de su vida en los Estados Unidos, ya que sus padres, Tonka y Damir Miličević, se marcharon a Detroit, Míchigan, buscando una vida mejor para él y sus hermanos. 
Tiene una hermana mayor, la cual es actriz, Ivana Miličević ("Valenka", en Casino Royal, 2006) y un hermano menor llamado Filip, el cual es artista abstracto.
El 6 de julio de 2011 contrajo matrimonio con su novia de más de 10 años Victoria Bosanko en Grecia durante la gira de 30 Seconds to Mars "Closer To The Edge".
El 11 de junio de 2018, luego de ausentarse por un período de 3 meses de la currente gira de 30 Seconds to Mars, "Monolith Tour", confirmó vía Twitter de manera oficial su salida de la banda, aclarando que "fue una decisión tanto buena para él como para la banda".

## Música
Tomo se destaca como guitarrista por haber creado un estilo característico, y toca además el piano y el violín. Su afición por el violín comenzó a los 3 años de edad y lo practicó hasta los 19, afición que proviene de su familia, ya que su tío, Bill Miličević, es un gran violinista. 
Comenzó a tocar la guitarra a los 10; su padre y él fabricaron una que luego sería usada para grabar la canción A Modern Myth, incluida en el segundo álbum de 30 Seconds to Mars, A Beautiful Lie (2005). En las actuaciones, también es el encargado de tocar los teclados.
Antes de llegar a 30 Seconds to Mars, estuvo en una banda de Detroit llamada Morphic desde el invierno de 2000 hasta finales de 2002, luego abandonó esa agrupación para tocar con 30 seconds to mars. Supo de la existencia de la banda gracias a Shannon Leto (baterista del mismo), a quien había conocido siete años atrás (1995), y fue a partir de entonces cuando se convirtió en su banda favorita. Tras la salida de Solon Bixler, se enteró de las audiciones que se estaban haciendo en Los Ángeles con motivo de la búsqueda de un guitarrista que le reemplezara mediante una llamada de teléfono, así que no necesitó pensarlo demasiado para trasladarse allí, a pesar de sus escasos recursos económicos. Finalmente, consiguió formar parte del grupo.

## Discografía
- 2005: A Beautiful Lie
- 2007: AOL Sessions Undercover EP
- 2007: A Beautiful Lie EP
- 2008: To The Edge Of The Earth EP
- 2009: This is War
- 2013: Love, lust, faith + dreams
- 2018: America

- Tomo ha participado en todos los videos de 30 Seconds to Mars excepto en Capricorn (A Brand New Name) y Rescue Me, este último debido a su salida de la banda.

## Equipación

### Guitarras
- Martin Standard Series, modelos HD-28 o HD-28 Vintage
- Fender Classic Player Jazzmaster Special (Negra)

### Amplificadores
- Mesa Boogie Triple Rectifier with Mesa Boogie Cabinet

### Efectos
- Boss CH-1 Super Chorus
- Digitech Whammy
- Boss DD20 Giga Delay
- Boss FZ5 Fuzz
- Digitech Bad Monkey
- Boss Chromatic Tuner
- Boss BF3 Flanger
- Ernie Ball Volume Pedal
- Boss RC20XL Loop Station
- Boss Phase Shifter PH-3
- Boss Super Overdrive

### Teclados
- Akai Professional Keyboard MPK61